# Siforoasi
Siforoasi is een bestuurslaag in het regentschap Nias Selatan van de provincie Noord-Sumatra, Indonesië. Siforoasi telt 1503 inwoners (volkstelling 2010).